# ワーキングボーシーズ
『ワーキングボーシーズ』は、NHK教育テレビジョンのプチプチ・アニメの枠で2018年2月15日から放送されている、1話5分の日本のストップモーション・アニメーション（人形アニメ）作品。
舞台は帽子のキャラクターが住む「ボーシタウン」で、遊び好きな2人の帽子の子供、キャッピとニッティを中心に物語が展開される。

## 主要キャラクター
キャッピ
赤いキャップ帽の姿をした男の子。元気で食いしん坊。
ニッティ
緑色のニット帽の姿をした男の子。優しいが臆病な性格。

## スタッフ
- 監督 - 早船将人[2][3]
- 音楽 - MU-STARS[2][3]
- 造形 - 早船将人、長島大賀、阿部靖子、忠地真穂、小川翔大、細川奈々美[3]
- アニメーター - 阿部靖子、早船将人[3]

## 各話リスト
| 話数 | サブタイトル     | 初回放送日    |
| ---- | ---------------- | ------------- |
| 1    | レストラン       | 2018年2月15日 |
| 2    | 学校             | 2019年3月1日  |
| 3    | スケートパーク   | 2020年3月20日 |
| 4    | 工事現場         | 2021年3月11日 |
| 5    | バス             | 2022年3月4日  |
| 6    | 探偵             | 2023年2月3日  |
| 7    | ピザハウス       | 2024年3月6日  |
| 8    | ゴミステーション | 2025年2月21日 |